# Pseudosphenoptera cochonula
Pseudosphenoptera cochonula är en fjärilsart som beskrevs av Embrik Strand 1917. Pseudosphenoptera cochonula ingår i släktet Pseudosphenoptera och familjen björnspinnare. Inga underarter finns listade.